# Christian Tabó
Christian Alejandro Tabó Hornos (ur. 23 listopada 1993 w Montevideo) – urugwajski piłkarz występujący na pozycji skrzydłowego lub napastnika, od 2024 roku zawodnik Liverpoolu Montevideo.

## Kariera klubowa
Tabó pochodzi ze stołecznego Montevideo i jest wychowankiem tamtejszego zespołu Racing Club de Montevideo. Do seniorskiej drużyny został włączony jako osiemnastolatek przez szkoleniowca Jorge Giordano i w urugwajskiej Primera División zadebiutował 12 maja 2012 w przegranym 0:1 spotkaniu z Bella Vista. Premierowego gola w najwyższej klasie rozgrywkowej strzelił natomiast 27 października tego samego roku w przegranej 2:5 konfrontacji z Peñarolem, a już po upływie kilku miesięcy został podstawowym zawodnikiem Racingu. Przez kolejne lata nie odniósł z tą drużyną większych sukcesów, plasując się głównie w dolnej połowie tabeli, jednak był wyróżniającym się piłkarzem zespołu, dzięki czemu w styczniu 2015 na zasadzie półrocznego wypożyczenia zasilił krajowego giganta – stołeczny Club Nacional de Football. W sezonie 2014/2015, mimo pełnienia roli rezerwowego, zdobył z prowadzoną przez Álvaro Gutiérreza ekipą mistrzostwo Urugwaju.
Latem 2015 Tabó za sumę miliona dolarów przeszedł do meksykańskiego zespołu Club Atlas z siedzibą w Guadalajarze. W tamtejszej Liga MX zadebiutował 25 lipca 2015 w przegranym 0:2 meczu z Querétaro, lecz notował słabe występy i już po upływie pół roku powrócił do ojczyzny, po raz kolejny przenosząc się do Club Nacional de Football. Tam ze średnim skutkiem spędził na wypożyczeniu kolejne sześć miesięcy, notując wicemistrzostwo Urugwaju w sezonie 2015/2016.
| Sezon     | Klub                      | Kraj    | Rozgrywki        | Mecze | Bramki |
| --------- | ------------------------- | ------- | ---------------- | ----- | ------ |
| 2011/2012 | Racing Club de Montevideo | Urugwaj | Primera División | 2     | 0      |
| 2012/2013 | Racing Club de Montevideo | Urugwaj | Primera División | 22    | 2      |
| 2013/2014 | Racing Club de Montevideo | Urugwaj | Primera División | 26    | 2      |
| 2014/2015 | Racing Club de Montevideo | Urugwaj | Primera División | 15    | 1      |
| 2014/2015 | Club Nacional de Football | Urugwaj | Primera División | 8     | 0      |
| 2015/2016 | Club Atlas                | Meksyk  | Liga MX          | 11    | 0      |
| 2015/2016 | Club Nacional de Football | Urugwaj | Primera División | 12    | 1      |
| 2016/2017 | Club Atlas                | Meksyk  | Liga MX          |       |        |